# Afsharidriget
Afsharerne (persisk: افشاریان) var medlemmer af et Iransk dynasti af tyrkisk oprindelse, som regerede over Persien i det 18. århundrede. Dynastiet var fundet i 1736 af millitærkommandøren Nader Shah, som udråbte sig selv til konge af Iran. Under Naders regeringstid nåede Iran sin største udstrækning siden sassaniderne. Efter hans død blev det meste af hans imperium delt op mellem zandierne og durranierne, og Afsharidriget blev begrænset til en lille lokal tilstand i Khorasan. Afshariddynastiet blev til sidst væltet af Mohammad Khan Qajar i 1796.

## Grundlæggelsen af dynastiet
Nader Shah blev født (som Nader Qoli) i en ydmyg nomadisk familie af Khorasan, hvor han blev en lokal krigsherre. Hans vej til magten begyndte, da Ghilzai Shah Mahmud væltede den svage safavidiske Shah Sultan Husayn i 1722. Samtidig, greb osmanniske og russiske styrker persisk jord. Nader gik sammen med Sultan Husayn søn af Tahmasp II og førte modstanden mod afghanerne, de smed deres leder Ashraf Khan ud af hovedstaden i 1729 og oprettede Tahmasp på tronen. Nader kæmpede for at genvinde de landområder tabte til osmannerne og genoprette persisk kontrol af Afghanerne. Mens han var væk i øst for at bekæmpe afghanerne, tillod Tahmasp osmannerne at generobre territorium i vest. Nader havde därför Tahmasp afsat til fordel for sin lille søn Abbas III i 1732. Fire år senere, efter at han havde generobret det meste af det tabte persiske lande, var Nader sikker nok til at selv få proklameret Shah i sin egen ret ved en ceremoni på Mugan Plain.